# Paul Dehn
Pour les articles homonymes, voir Dehn.
Paul Dehn est un scénariste et producteur britannique né le 5 novembre 1912 à Manchester (Royaume-Uni), décédé le 30 septembre 1976.

## Filmographie

### comme scénariste
- 1956 : On Such a Night
- 1958 : Ordres d'exécution (Orders to Kill)
- 1964 : Goldfinger
- 1965 : L'Espion qui venait du froid (The Spy Who Came in from the Cold), Prix Edgar-Allan-Poe du meilleur scénario
- 1966 : M.15 demande protection (The Deadly Affair)
- 1967 : La Mégère apprivoisée (The Taming of the Shrew)
- 1970 : Le Secret de la planète des singes (Beneath the Planet of the Apes)
- 1970 : Fragment of Fear
- 1971 : Les Évadés de la planète des singes (Escape from the Planet of the Apes)
- 1972 : La Conquête de la planète des singes (Conquest of the Planet of the Apes)
- 1974 : Le Crime de l'Orient-Express (Murder on the Orient Express)

### comme producteur
- 1970 : Fragment of Fear